# Seleniopsis grisearia
Seleniopsis grisearia är en fjärilsart som beskrevs av John Henry Leech 1897. Seleniopsis grisearia ingår i släktet Seleniopsis och familjen mätare. Inga underarter finns listade i Catalogue of Life.